# Tessenow (Schorssow)
Tessenow ist ein Ortsteil der Gemeinde Schorssow im Landkreis Rostock in Mecklenburg-Vorpommern.

## Geografie und Verkehrsanbindung
Tessenow liegt nördlich des Kernortes Schorssow. Unweit nördlich erstreckt sich das 377 ha große Naturschutzgebiet Gruber Forst. Westlich verläuft die B 108, südöstlich erstreckt sich der 1395 ha große Malchiner See.

## Sehenswürdigkeiten

### Baudenkmale
In der Liste der Baudenkmale in Schorssow ist für Tessenow der ehemalige Gutshof – zwei Wirtschaftsgebäude – als einziges Baudenkmal aufgeführt.